# Сидоренко Степан Іванович
Степан Сидоренко (1858, с. Сидорівка, Канівський повіт, Київська губернія — після 1917) — український державний діяч, член III Державної думи від Київської губернії.

## Життєпис
Походив із села Сидорівка Шендирівської волості Канівського повіту Київської губернії.
Отримав початкову домашню освіту. Мав 4 десятини власної землі і 2 десятини надільної, займався землеробством. Служив волосним старшиною.
У 1907 обраний членом III Державної думи від Київської губернії. Входив до фракції прогресистів. На 1-й сесії перейшов до фракції октябристів, згодом — безпартійний. Був членом земельної комісії.
Подальша доля невідома.